# スキップジャック (原子力潜水艦)
スキップジャック (USS Skipjack, SSN-585) は、アメリカ海軍の原子力潜水艦。スキップジャック級原子力潜水艦の1番艦。艦名はカツオに因んで命名された。その名を持つ艦としてはサーモン級潜水艦3番艦(SS-184)以来3隻目。

## 艦歴
スキップジャックは1956年5月29日にコネチカット州グロトンのエレクトリック・ボート社で起工した。1958年5月26日にヘレン・マホン（テキサス州19選挙区選出下院議員ジョージ・H・マホンの妻）によって命名、進水し、1959年4月15日に艦長のW・W・ベーレンス中佐の指揮下就役する。
その設計においては、新たな科学的洞察による多くの改良が行われることになった。単に原子炉を備えた潜水艦の建造に対して、「本当の」潜水艦を建造するという要求がなされた。すなわち、長時間潜航ができるだけの潜水艦ではなく、水中戦に明確に指向された本格的な「真の潜水艦」への要求であった。最も大きな変更は新たな涙滴型船殻の採用であり、これは通常動力型潜水艦であるアルバコア (USS Albacore, AGSS-569) によってその流体力学的優秀性が実証されていた。新型船体における数少ない突出部はセイルと水平舵であった。航空機の翼のように姿勢変更を行う機能を持つ水平舵は、潜望鏡およびアンテナマストと共に船体からこの新たなセイルに移動された。さらに、推進には1軸スクリューが採用され、方向舵後方に装着された。

艦のモットー「Radix Nova Tridentis」は「新たな海軍力の根源」を意味し、事実本艦以降のアメリカ海軍における攻撃型潜水艦は、水平舵が船体に装備されるようになった1997年まで、本艦の設計に従って建造された。
スキップジャックは1958年3月の海上公試で速度記録を樹立し、5月26日の進水後まもなく「世界最速の潜水艦」と呼ばれるようになった。本艦は20ノット以上の速度で航行できるよう設計されたが、実際の速度は機密事項であった。

1959年8月の整調巡航でスキップジャックは、ジブラルタル海峡を通過し地中海で活動した最初の原子力艦となった。グロトンでの整調後信頼性試験の後、1960年5月から7月にかけて定時の訓練および大西洋における潜水演習に参加した。この功績で殊勲部隊章を受章し、戦闘効率賞も受賞した。戦闘効率賞はその後3回受賞している。
1960年後半、スキップジャックは北極海においてソ連のムルマンスクに通じる海峡に侵入した。この巡航で艦はソ連の港から30ないし40ヤードの距離まで接近し、潜望鏡で観察を行った。同年の残りは造船所での維持作業に費やされた。

スキップジャックは1961年の活動を2週間の通常訓練から始め、8月を通して対潜水艦戦演習を行い、フロリダ州メイポートを訪問した後グロトンに帰還した。
1962年1月、スキップジャックはフロリダ州キーウェスト沖で2週間活動し、その後メイン州のポーツマス海軍造船所で4ヶ月半の広範囲オーバーホールが行われた。ニューロンドンに帰還すると、沿岸での活動を行い、10月に第6艦隊との任務のため地中海に向けて出航した。この配備でスキップジャックは各国艦隊との共同演習およびNATO軍との訓練に参加し、フランスのトゥーロン、イタリアのラ・スペツィア、ナポリを訪問した。同年スキップジャックは大西洋を潜行したまま横断し、最短記録を樹立した。この記録は現在でも破られていない。
1963年は大半が潜水攻撃訓練および対潜水艦戦演習で占められ、そのすべては攻撃型原子力潜水艦の能力を試験するために行われた物であった。1964年のハイライトはNATO軍との2ヶ月間の任務、演習「マスターストローク」および「チームワーク」への参加と、フランスのル・アーヴル、イギリスのポートランド島への訪問であった。スキップジャックは10月にニューロンドンに帰還した。
1965年は大半を訓練演習に費やし、その後サウスカロライナ州チャールストンのチャールストン海軍造船所でオーバーホールを行い、作業は1966年10月18日に完了した。チャールストン沖で海上公試を行った後、シャーク (USS Shark, SSN-591) と合流してフロリダ州ジャクソンビルでの4日間の訓練に従事した。その後、スキップジャックは新たな母港のバージニア州ノーフォークへ向けて出航、大西洋艦隊の演習に参加した。
1967年2月初めにソナーおよび兵装の試験を開始し、続いて3月から6月まで大西洋での潜水艦演習に参加した。7月と8月はニューポート・ニューズ造船所で有効性確認作業を行い、続いて演習「FIXWEX G-67」に参加、潜水艦に対する固定翼機の作戦能力評価を行った。10月から11月にかけて拡張配備に従事し、その後ノーフォークに帰還すると同年に行われる大型作戦活動の準備に入った。作戦は1968年2月25日に完了し、その年の残りはノーフォーク海域での沿岸活動に従事した。
1969年4月9日にノーフォーク海軍造船所でのオーバーホールを開始し、作業は1970年の秋に完了した。1970年12月の海上公試の後、スキップジャックは通常任務に復帰した。
1971年のハイライトは1月25日から3月5日までプエルトリコの大西洋艦隊試験海域で行われた聴音公試および兵装システム試験と、9月15日から10月9日まで行われたNATOの演習「ロイヤル・ナイト」であった。10月22日にスキップジャックはノーフォークに帰還し、1972年1月まで同港に留まる。
1972年は大半をニューロンドンおよびノーフォーク沖、カリブ海での試験、定時訓練で過ごす。年末にはノーフォークに帰還した。
スキップジャックは1990年4月19日に退役、同日除籍された。船体は原子力艦再利用プログラムに従ってワシントン州ブレマートンで1996年3月17日に解体が始められ、1998年9月1日に解体が完了した。